# 托努瓦
托努瓦（法語：Tonnoy，法語發音：[tɔnwa]）是法国默尔特-摩泽尔省的一个市镇，位于该省南部，属于南锡区。

## 地理
托努瓦（48°33'7"N, 6°15'2"E）面积12.35 平方千米，位于法国大東部大區默尔特-摩泽尔省，该省份为法国东北部内陆省份，是洛林的一部分，北邻比利时、卢森堡，北起顺时针与摩泽尔省、下莱茵省、孚日省和默兹省接壤。
与托努瓦接壤的市镇（或旧市镇、城区）包括：贝内、比特库尔欧谢讷、夸维莱、克雷韦尚、费里耶尔、摩泽尔河畔弗拉维尼、摩泽尔河畔韦勒。

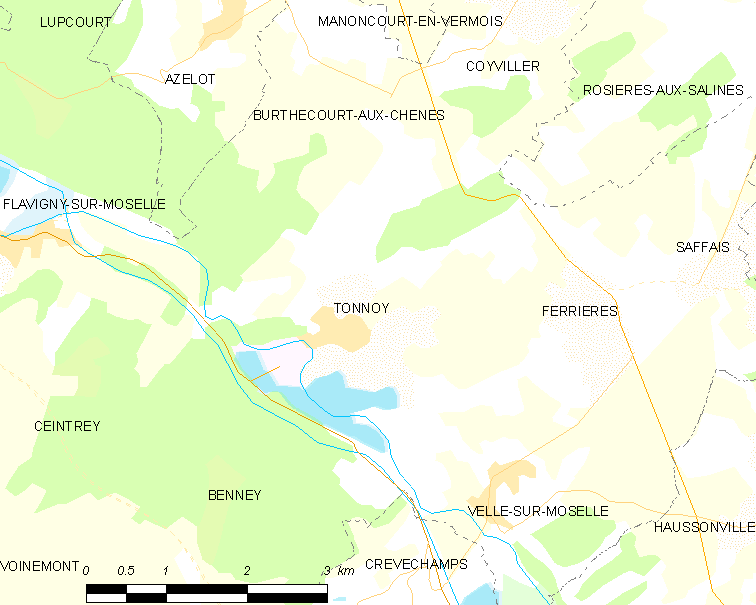
托努瓦的OSM定位图

托努瓦的时区为UTC+01:00、UTC+02:00（夏令时）。

## 行政
托努瓦的邮政编码为54210，INSEE市镇编码为54527。

## 政治
托努瓦所属的省级选区为吕内维尔第二县。

## 人口

1962-2008年间托努瓦人口变化图示

托努瓦于2022年1月1日时的人口数量为651人。